# La ragazza di Boemia (film 1936)
La ragazza di Boemia (The Bohemian Girl) distribuito in Italia anche con il titolo Noi siamo zingarelli, è un film del 1936 diretto da James W. Horne, Charley Rogers e, non accreditato, Hal Roach, che ne fu anche produttore. I titoli di testa italiani della versione doppiata da Mauro Zambuto e Alberto Sordi riportano erroneamente che la regia è di Raymond McCarey.
Il film fu interpretato da Stan Laurel e Oliver Hardy. Tra gli altri attori, anche Thelma Todd, famosa attrice del cinema muto che, durante le riprese, morì in circostanze misteriose.
Nel 1922, ne era stata prodotta una versione girata nel Regno Unito, La ragazza di Boemia con la regia di Harley Knoles. Il film era interpretato da Gladys Cooper e Ivor Novello.

## Trama
Nella Boemia asburgica di Massimiliano I del XVI secolo, una carovana di zingari spagnoli, tra cui i due amici Stanlio ed Ollio, si accampa ogni tanto nelle terre del conte Arnheim, nel bosco vicino al castello, raggirando gli abitanti del villaggio e derubandoli (tra i ladri più scaltri c'è lo stesso Stanlio prestigiatore). Nel frattempo il conte caccia la regina Gypsy degli zingari e tutti gli altri dai suoi terreni e, se per caso li trova all'interno del castello, li fa frustare. La moglie di Ollio, per vendicarsi del conte che ha frustato il suo amante Gorgonzuelo Devilshoof, rapisce la piccola Arline, la figlioletta di 4 anni di Arnheim, uscita dal castello per cercare il suo coniglietto. Poi, dopo aver fatto credere all'ingenuo Ollio che la piccola è sua figlia tenuta nascosta fino a quel momento, la donna scappa con tutti i soldi rubati al marito, fuggendo per il mondo con l'amante. Arline resta a Ollio che la alleva amorevolmente in modo onesto insieme a Stanlio, ambedue ignari della reale identità della bambina, che avendo solo 4 anni non ricorda il castello del padre e cresce felice con i due gitani, i quali viaggiano con tutti gli altri in boschi lontanissimi dalla Boemia.
12 anni dopo, la regina Gypsy degli zingari è morta e loro, pensando di non essere riconosciuti, ritornano nelle terre del conte Arnheim, ormai invecchiato. La sedicenne Arline, diventata una bella ed onesta donna grazie ad Ollio, mentre va a visitare il nuovo villaggio senza rubare, viene attratta dalla musica suonata da Arnheim, in lutto da 12 anni per la figlia, ed entra per sbaglio nel castello venendo catturata e condannata alla frusta dal conte stesso, ignaro della sua vera identità. Stanlio e Ollio cercano di salvarla, ma vengono imprigionati anche loro, nonostante Stanlio, ubriaco di mosto, si sia scatenato contro i soldati. Ad Arline, spogliata per essere frustata, cade dal collo il medaglione che le aveva regalato suo padre prima che fosse rapita. Il conte Arnheim capisce che Arline è sua figlia e la salva. Stanlio e Ollio, sottoposti a tortura, usciranno dal castello vivi grazie ad Arline e al conte stesso che li libera, ma i due amici ora presentano evidenti cambiamenti: il capitano Finn resterà atterrito vedendo uscire Stanlio, accorciato in un torchio, e Ollio, allungato per stiramento.

## Produzione
Il film fu prodotto dagli Hal Roach Studios e dalla Metro-Goldwyn-Mayer (MGM) (controlled by Loew's Incorporated).
L'attrice Thelma Todd morì durante le riprese, il suo personaggio fu sostituito dall'anziama Zeffie Tillbury nel ruolo di Gipsy regina dehli zingari. La Todd appare solamente all'inizio del film recitando una canzone d'amore prima della comparsa di Laurel e Hardy. Fu comunque accreditata nei titoli di testa. 
Il film è il terzo di Laurel & Hardy ispirato all'operetta teatrale, questa volta il soggetto è tratto da The Bohemian girl ("La zingara") di Michael William Balfe.

## Distribuzione
Distribuito dalla Metro-Goldwyn-Mayer, il film uscì nelle sale cinematografiche statunitensi il 14 febbraio 1936. Il film ebbe diverse riedizioni.
In Italia il film fu distribuito come La ragazza di Boemia, col doppiaggio di Carlo Cassola e Paolo Canali, andato perduto. Successivamente fu riedito negli anni Quaranta col doppiaggio di Mauro Zambuto e Alberto Sordi, con lo stesso titolo. 
Fu nuovamente distribuito negli anni '60 con il titolo Noi siamo zingarelli. Nei titoli italiani in ambedue le edizioni, il nome dei registi James W. Horne e Charles Rogers è confuso con "Raymond McCarey".